# Jijila (gmina)
Jijila – gmina w Rumunii, w okręgu Tulcza. Obejmuje miejscowości Garvăn i Jijila. W 2011 roku liczyła 5312 mieszkańców. 